# 벤다
벤다 공화국(벤다어: Riphabuliki ya Venḓa 리파불리키 야 벤다)은 현재의 남아프리카공화국 내에 있었던 작은 나라로, 남아프리카공화국이 아파르트헤이트에 따라 성립시킨 괴뢰국, 즉 반투스탄이었다. 보츠와나 부근에 위치했다.

## 역사
1979년 9월 13일 남아프리카 공화국에서 분리되었다가, 아파르트헤이트가 완전 종식된 1994년에 남아프리카공화국에 다시 합병되었다.

## 언어
벤다어, 영어, 아프리칸스어가 공용어였다.

## 외교권
남아프리카공화국의 괴뢰국이었기 때문에 외교권이 없었다. 오로지 남아프리카 공화국만이 국가로 승인했으며, 다른 국가들로부터는 승인을 받지 못했다.